# Erik Sökjer-Petersén
Erik Sökjer-Petersén, född 4 december 1887 i Hyby, död 17 april 1967 i Åkarp, var en svensk sportskytt.
Han blev olympisk bronsmedaljör i Antwerpen 1920.